# ماغنوس ينسن (لاعب كرة قدم)
ماغنوس ينسن (بالدنماركية: Magnus Jensen)‏ هو لاعب كرة قدم دنماركي، ولد في 27 أكتوبر 1996 في كولدنغ في الدنمارك. لعب مع Skive IK ‏.